# Iacopo La Rocca
Iacopo La Rocca (Roma, 17 febbraio 1984) è un ex calciatore italiano, di ruolo difensore o centrocampista.

## Carriera
Inizia a giocare a calcio fin da bambino entrando nel vivaio della Lazio, dove compie tutta la trafila delle giovanili sino alla soglia della squadra Primavera. Prosegue la carriera agonistica nella Pro Vercelli con cui nel 2001 ha modo di esordire tra i professionisti, in Serie C2.
Dopo tre anni coi Bianchi viene acquistato dal Treviso, che nel dicembre 2005 lo gira in prestito al Chieti. Nelle annate seguenti milita ancora in prestito nella Fermana e nella Torres, facendo la spola tra C2 e C1 ma giocando tuttavia poco a causa della rottura del ginocchio. Approdato nel 2007 nel campionato svizzero, si accasa per quattro anni al Bellinzona, con cui nel 2008 conquista la promozione in Super League e raggiunge la finale di Coppa Svizzera, mentre nella stagione 2011-2012 è al Grasshoppers.
Nel settembre 2012 viene ingaggiato dagli australiani del Western Sydney. Nel 2014, coi rossoneri, in aprile è dapprima finalista nel campionato di A-League – ricevendo, assieme a Broich, la Joe Marston Medal quale miglior calciatore dell'incontro –, mentre in novembre conquista la AFC Champions League giocando la vittoriosa finale contro gli arabi dell'Al-Hilal. Il mese successivo prende poi parte con i Sydneysiders alla Coppa del mondo per club FIFA, realizzando l'unico gol della sua squadra nella sconfitta ai quarti di finale, ai tempi supplementari (1-3), contro i messicani del Cruz Azul; nell'occasione La Rocca diventa il terzo italiano ad andare a segno nel massimo torneo mondiale per club, dopo Inzaghi e Nesta.
Nel 2015 passa all'Adelaide Utd. Fermato inizialmente da un infortunio che lo tiene fuori per gran parte della stagione, rientra con la propria squadra ultima in graduatoria, contribuendo a una serie di risultati utili che porta i Reds dapprima a rimontare in classifica vincendo la regular season, e infine a laurearsi campioni d'Australia battendo nella finale play-off (3-1) la ex squadra di La Rocca, il Western Sydney. Nell'estate 2017 si accasa al Melbourne City, dove rimane per il successivo biennio fino al proprio ritiro dall'attività.

## Statistiche

### Presenze e reti nei club
Statistiche aggiornate al 1º giugno 2019.
| Stagione              | Squadra               | Campionato            | Campionato | Campionato | Coppe nazionali | Coppe nazionali | Coppe nazionali | Coppe continentali | Coppe continentali | Coppe continentali | Altre coppe | Altre coppe | Altre coppe | Totale | Totale |
| Stagione              | Squadra               | Comp                  | Pres       | Reti       | Comp            | Pres            | Reti            | Comp               | Pres               | Reti               | Comp        | Pres        | Reti        | Pres   | Reti   |
| --------------------- | --------------------- | --------------------- | ---------- | ---------- | --------------- | --------------- | --------------- | ------------------ | ------------------ | ------------------ | ----------- | ----------- | ----------- | ------ | ------ |
| 2001-2002             | Pro Vercelli          | C2                    | 1          | 0          | CI-C            | 0               | 0               | -                  | -                  | -                  | -           | -           | -           | 1      | 0      |
| 2002-2003             | Pro Vercelli          | C2                    | 13         | 0          | CI-C            | 2               | 0               | -                  | -                  | -                  | -           | -           | -           | 15     | 1      |
| 2003-2004             | Pro Vercelli          | C2                    | 22         | 1          | CI-C            | 4               | 0               | -                  | -                  | -                  | -           | -           | -           | 26     | 1      |
| Totale Pro Vercelli   | Totale Pro Vercelli   | Totale Pro Vercelli   | 36         | 1          |                 | 6               | 0               |                    | -                  | -                  |             | -           | -           | 42     | 1      |
| 2004-gen. 2005        | Treviso               | B                     | 0          | 0          | CI              | 0               | 0               |                    | -                  | -                  |             | -           | -           | 0      | 0      |
| gen.-giu. 2005        | Chieti                | C1                    | 1          | 0          | CI-C            | -               | -               | -                  | -                  | -                  | -           | -           | -           | 1      | 0      |
| 2005-2006             | Fermana               | C1                    | 8          | 1          | CI-C            | 2               | 1               | -                  | -                  | -                  | -           | -           | -           | 10     | 2      |
| 2006-2007             | Torres                | C2                    | 5          | 0          | CI-C            | 1               | 0               | -                  | -                  | -                  | -           | -           | -           | 6      | 0      |
| 2007-2008             | Bellinzona            | CL                    | 25+2       | 1          | CS              | 5               | 0               | -                  | -                  | -                  | -           | -           | -           | 32     | 1      |
| 2008-2009             | Bellinzona            | SL                    | 27         | 2          | CS              | 2               | 0               | CU                 | 6                  | 2                  | -           | -           | -           | 35     | 4      |
| 2009-2010             | Bellinzona            | SL                    | 25+2       | 0          | CS              | 1               | 0               | -                  | -                  | -                  | -           | -           | -           | 28     | 0      |
| 2010-2011             | Bellinzona            | SL                    | 12+2       | 0          | CS              | 2               | 0               | -                  | -                  | -                  | -           | -           | -           | 16     | 0      |
| Totale Bellinzona     | Totale Bellinzona     | Totale Bellinzona     | 89+6       | 3          |                 | 10              | 0               |                    | 6                  | 2                  |             | -           | -           | 111    | 5      |
| 2011-2012             | Grasshoppers          | SL                    | 19         | 0          | CS              | 3               | 0               | -                  | -                  | -                  | -           | -           | -           | 22     | 0      |
| 2012-2013             | Western Sydney        | AL                    | 20         | 3          | -               | -               | -               | -                  | -                  | -                  | -           | -           | -           | 20     | 3      |
| 2013-2014             | Western Sydney        | AL                    | 18+2       | 1+1        | -               | -               | -               | ACL                | 13                 | 0                  | -           | -           | -           | 33     | 2      |
| 2014-2015             | Western Sydney        | AL                    | 18         | 1          | FFACup          | 1               | 0               | AFC                | 5                  | 1                  | Cmc         | 1           | 1           | 9      | 1      |
| Totale Western Sydney | Totale Western Sydney | Totale Western Sydney | 56+2       | 5+1        |                 | 1               | 0               |                    | 18                 | 1                  |             | 1           | 1           | 78     | 8      |
| 2015-2016             | Adelaide Utd          | AL                    | 10+2       | 0          | FFACup          | 2               | 0               | ACL                | 0                  | 0                  | -           | -           | 14          | 0      | 0      |
| 2016-2017             | Adelaide Utd          | AL                    | 18         | 0          | FFACup          | 1               | 0               | ACL                | 0                  | 0                  | -           | -           | -           | 19     | 0      |
| Totale Adelaide Utd   | Totale Adelaide Utd   | Totale Adelaide Utd   | 28+2       | 0          |                 | 3               | 0               |                    | 0                  | 0                  |             | -           | -           | 33     | 0      |
| 2017-2018             | Melbourne City        | AL                    | 12         | 0          | FFACup          | 1               | 0               | -                  | -                  | -                  | -           | -           | -           | 12     | 0      |
| 2018-2019             | Melbourne City        | AL                    | 8          | 0          | FFACup          | 0               | 0               | -                  | -                  | -                  | -           | -           | -           | 8      | 0      |
| Totale Melbourne City | Totale Melbourne City | Totale Melbourne City | 20         | 0          |                 | 0               | 0               |                    | 0                  | 0                  |             | -           | -           | 20     | 0      |
| Totale carriera       | Totale carriera       | Totale carriera       | 272        | 11         |                 | 27              | 1               |                    | 24                 | 3                  |             | 1           | 1           | 322    | 16     |

## Palmarès

### Club

#### Competizioni nazionali
- Premier's Plate: 2

Western Sydney: 2012-2013
Adelaide Utd: 2015-2016
- Campionato australiano: 1

Adelaide Utd: 2015-2016

#### Competizioni internazionali
- AFC Champions League: 1

Western Sydney: 2014

### Individuale
- Joe Marston Medal: 1

2014